# 271 Dywizja Strzelecka (ZSRR)
271 Dywizja Strzelecka (ros. 271-я стрелковая дивизия) – związek taktyczny (dywizja) Armii Czerwonej.
Sformowana w 1941 w związku z niemiecką inwazją na ZSRR. Broniła Krymu i Kaukazu, przeszła szlak bojowy przez Ukrainę, południowo-wschodnią Polskę i Czechosłowację. Wyzwoliła Czortków, Husiatyn, Bielsko-Biała i Ołomuniec. Następnie brała udział w zwalczaniu oddziałów Ukraińskiej Powstańczej Armii (UPA).